# PL/SQL
A PL/SQL (Procedural Language/Structured Query Language) az Oracle által az SQL kiterjesztéseként kifejlesztett procedurális programozási nyelv. Az Oracle adatbázis-kezelőt használva ezen a nyelven írhatunk triggereket és más tárolt eljárásokat. A nyelv alapja az Ada programozási nyelv; természetesen a PL/SQL magában foglalja az SQL nyelvet, pontosabban annak SELECT, INSERT, DELETE, UPDATE illetve OPEN, FETCH, CLOSE utasításait.

## Példaprogramok
- MERGE utasítás PL SQL nyelven, amely magában foglalja az UPDATE, DELETE és INSERT utasításokat

A következő példában adott egy fizetesek tábla (benne a nevekkel és fizetésekkel) és egy fiz_modosit tábla (benne nevekkel és az új fizetésekkel). A merge paranccsal a következőket tudjuk megtenni:
- ha van egyezés a név alapján, akkor az új fizetésre módosítjuk a fizetést (update)
- ha van egyezés a név alapján és a fizetés 13000 vagy kevesebb, akkor töröljük a sort (delete)
- ha nincs egyezés a név alapján akkor új sort szúrunk be name és new_sal értékkel (insert)

Alaptáblák:
```
select
 
*
 
from
 
fizetesek
;

NAME
       
SAL

---------- ----------

ADAM
       
12000

BOB
        
13000

BOBEK
      
14000

select
 
*
 
from
 
fiz_modosit
;

NAME
       
NEW_SAL

---------- ----------

ADAM
       
13000

BOBEK
      
15000

MARRY
      
16000

```

Ha a fiztesek táblát merge paranccsal változtatjuk a fiz_modosit tábla használatával, akkor a következőket várjuk:
- Bobek fizetése 15000 legyen (update)
- Adam sora törlődjön (kevesebb a fizetése, mint 13000) (delete)

- Marry kerüljön bele a fizetések táblába (insert)
```
merge
 
into
 
fizetesek

  
using
 
fiz_modosit

  
on
 
(
fizetesek
.
name
 
=
 
fiz_modosit
.
name
)

when
 
matched
 
then

  
update
 
set
 
sal
 
=
 
new_sal

  
delete
 
where
 
sal
 
<=
 
13000

when
 
not
 
matched
 
then

  
insert
 
(
fizetesek
.
name
,
 
fizetesek
.
sal
)

  
values
 
(
fiz_modosit
.
name
,
 
fiz_modosit
.
new_sal
);

-- 3 rows merged.

select
 
*
 
from
 
fizetesek
;

NAME
       
SAL

---------- ----------

BOB
        
13000

BOBEK
      
15000

MARRY
      
16000

```

A három változás megtörtént. De felmerül kérdésként, hogy miért nem kerül törlésre Bob fizetése, hiszen megfelel a delete feltételnek (kisebb vagy egyenlő mint 13000). Azért nem kerül törlésre, mert a merge során csak azok a sorokkal történik változás, amelyek a merge során érintettek, azaz benne vannak a using után álló módosítótáblában. Például: Adam szerepelt ebben a táblában, ezért törlődött is a sor, de Bob nem (ezért nem történt vele semmi)
- Egy 'my_table_before' nevű triggert definiálunk, amely a 'my_table' tábla 'statusz' mezője alapján tartja karban a 'my_stat_table' nevű statisztikai segédtáblát:

```
 
create
 
or
 
replace
 
trigger
 
my_table_before

 
before
 
insert
 
or
 
update
 
or
 
delete
 
on
 
my_table

 
for
 
each
 
row

 
begin

     
if
 
inserting
 
or

        
(
updating
 
and
 
:
new
.
statusz
 
<>
 
:
old
.
statusz
)
 
then

         
update
 
my_stat_table
 
st
 
set
 
st
.
count
 
=
 
st
.
count
+
1

         
where
 
st
.
statusz
 
=
 
:
new
.
statusz
;

         
if
 
sql
%
notfound
 
then

             
insert
 
into
 
my_stat_table
 
values
 
(:
new
.
statusz
,
 
1
);

         
end
 
if
;

     
end
 
if
;

     
if
 
deleting
 
or

        
(
updating
 
and
 
:
new
.
statusz
 
<>
 
:
old
.
statusz
)
 
then

         
update
 
my_stat_table
 
st
 
set
 
st
.
count
 
=
 
st
.
count
-
1

         
where
 
st
.
statusz
 
=
 
:
old
.
statusz
;

     
end
 
if
;

 
end
;

 
/

```

Megj.: a program végén lévő perjel akkor kell, ha az eljárást az Sql*Plus használatával definiáljuk, ezzel jelezzük a PL/SQL blokk végét.
- Úgynevezett 'névtelen PL/SQL blokk' hívása Pro*C-ből. A PL/SQL blokk egy cursort nyit meg, amelyet egy 'SQL_CURSOR' típusú host-változóban tárolunk.

```
    
SQL_CURSOR
 
crsr
;

    
varchar
 
ename
 
[
32
];

    
int
 
ideptno
,
 
empno
,
 
deptno
;

    
EXEC
 
SQL
 
ALLOCATE
 
:
crsr
;

    
ideptno
=
 
30
;

    
EXEC
 
SQL
 
EXECUTE

        
BEGIN

           
OPEN
 
:
crsr
 
FOR

           
SELECT
 
ename
,
 
empno
,
 
deptno

           
FROM
 
emp

           
WHERE
 
deptno
 
=
 
:
ideptno
;

        
END
;

    
END-EXEC
;

    
EXEC
 
SQL
 
FETCH
 
:
crsr
 
INTO
 
:
ename
,
 
:
empno
,
 
:
deptno
;

```